# Neuton Chikhli Kalan
Neuton Chikhli Kalan é uma cidade e uma nagar panchayat no distrito de Chhindwara, no estado indiano de Madhya Pradesh.

## Demografia
Segundo o censo de 2001, Neuton Chikhli Kalan tinha uma população de 10,850 habitantes. Os indivíduos do sexo masculino constituem 52% da população e os do sexo feminino 48%. Neuton Chikhli Kalan tem uma taxa de literacia de 68%, superior à média nacional de 59.5%: a literacia no sexo masculino é de 76% e no sexo feminino é de 59%. Em Neuton Chikhli Kalan, 12% da população está abaixo dos 6 anos de idade.